# Fattjärnen
Fattjärnen eller Fattjärn är namnet på två tjärnar (Stora Fattjärnen och Lilla Fattjärnen) som ligger sydväst om sjön Älsjön i stadsdelsnämndsområdet Lärjedalen, Göteborgs kommun. Söder om tjärnen ligger även sjön Aspen och närmsta tätort är Olofstorp.